# Samo mi se spava
"Samo mi se spava" er en sang af den serbiske singer-songwriter Luke Black, udgivet den 2. februar 2023. Sangen er indstillet til at repræsentere Serbien i Eurovision Song Contest 2023 efter at have vundet Pesma za Evroviziju '23 , Serbiens nationale udtagelse til det års Eurovision Song Contest.